# Tristaniopsis yateensis
Tristaniopsis yateensis är en myrtenväxtart som beskrevs av J.W.Dawson. Tristaniopsis yateensis ingår i släktet Tristaniopsis och familjen myrtenväxter. IUCN kategoriserar arten globalt som starkt hotad. Inga underarter finns listade i Catalogue of Life.